# Dos Caras
José Luis Rodríguez Arellano (San Luis Potosí, 15 juli 1942) is een Mexicaans gemaskerd professioneel worstelaar (Spaans: luchador enmascarad) die worstelt onder de ringnaam Dos Caras (Nederlands: Twee gezichten).
Dos Caras was vooral actief in de jaren 1970 en 1980 en hij had grote successen bij de Mexicaanse worstelorganisatie Universal Wrestling Alliance (UWA). Tijdens zijn loopbaan bij de UWA, won hij drie keer het UWA World Heavyweight Championship. 
Naast zijn carrière in de worstelwereld, is Máscaras ook actief als filmacteur die in de Mexicaanse films vooral verscheidene bijrollen had.

## Persoonlijk leven
Rodríguez is de vader van worstelaars Dos Caras Jr. (momenteel actief in de WWE als Alberto Del Rio) en Guillermo en de broer van worstelaars Mil Máscaras en Sicodélico.

## Prestaties
- Empressa Mexicana de Lucha Libre / Consejo Mundial de Lucha Libre
  - CMLL World Trios Championship (1 keer: met Héctor Garza & La Fiera
  - Mexican National Trios Championship (1 keer: met Villaño III & Villaño V

- Michinoku Pro Wrestling
  - Fukumen World League (1995)

- Universal Wrestling Association
  - Mexican National Light Heavyweight Championship (1 keer)
  - UWA World Heavyweight Championship (3 keer)

- World Wrestling Association
  - WWA World Heavyweight Championship (1 keer)

- Wrestling Observer Newsletter awards
  - Wrestling Observer Newsletter Hall of Fame (Class of 1998)